# Padiès
 Padiès là một xã thuộc tỉnh Tarn trong vùng Occitanie ở phía nam nước Pháp. Xã này nằm ở khu vực có độ cao trung bình 500 mét trên mực nước biển.
Padiès có lâu đài nằm ở ngoại vi làngLempaut. Lâu đài này có kiến trúc Phục hưng. 
Sông Cérou tạo thành phần lớn ranh giới tây bắc.